# خطوط إكس أل الجوية الألمانية
خطوط إكس أل الجوية الألمانية كانت شركة طيران عارض، يقع مقرها في مدينة مورفيلدن والدورف، في هسن في ألمانيا. وتقوم بعملية التأجير معظم الأحيان خارج مطار فرانكفورت.

## الوجهات
مصر:
- الغردقة-مطار الغردقة الدولي
- شرم الشيخ-مطار شرم الشيخ الدولي

 ألمانيا:
- بون\كولونيا-مطار كولونيا بون الدولي
- دوسلدورف-مطار دوسلدورف الدولي
- إرفورت-مطار إرفورت-ويمر
- فرانكفورت-مطار فرانكفورت
- لايبزيغ\هاله-مطار هاله\لايبزيغ
- هامبورغ-مطار هامبورغ
- ميونخ-مطار ميونخ الدولي
- هانوفر-مطار هانوفر لانغنهاغن الدولي
- نورمبرغ-مطار نورمبرغ
- شتوتغارت-مطار شتوتغارت

 كوسوفو:
- برشتينا-مطار برشتينا الدولي

 اليونان:
- كاندية-مطار كاندية الدولي